# 卡爾維 (密蘇里州)
卡爾維（英語：Calvey）是位於美國密蘇里州富蘭克林縣的鬼鎮。

## 歷史
卡爾維的郵局於1854年設立，其後於1908年停運。

## 地理
卡爾維所處的海拔為高於海平面200米（即656英呎），而該地所採用的時區為UTC-6，即北美中部時區（CST）。同時該地設有夏令時間，為UTC-6調快一小時，即UTC-5（CDT）。